# Васильєвка (Ковилкінський район)
Васи́льєвка (рос. Васильевка, ерз. Васильевка) — присілок у складі Ковилкінського району Мордовії, Росія. Входить до складу Мордовсько-Вечкенінського сільського поселення.
Населення — 214 осіб (2010; 214 у 2002).
Національний склад станом на 2002 рік:
- росіяни — 88 %